# Нурабад (Ташкентская область)
Нурабад (узб. Нуробод, Nurobod) — городской посёлок в Ташкентской области Узбекистана.

## География
Расположен в 12 км к востоку от Ахангарана вдоль трассы А373. Административно подчинен Ангрену. Посёлок возник в конце 1970-х годов во время строительства ГРЭС. Градообразующее предприятие — Ново-Ангренская ТЭС.